# Johann Andreas Schubert
 (janvier 2022).
Pour les articles homonymes, voir Schubert (homonymie).
Johann Andreas Schubert (19 mars 1808 à Wernesgrün † 6 octobre 1870 à Dresde), ingénieur et entrepreneur saxon, fut professeur de génie mécanique et de génie civil à l’université technique de Dresde, dont il fut aussi le premier directeur. Génie universel, Schubert conçut entre autres des steamers, une locomotive (la Saxonia) et le fameux viaduc à voûtes multiples dit « Göltzschtalbrücke ».

## Biographie
Fils d’un journalier, ses parents l'envoyèrent étudier à la Thomasschule zu Leipzig, puis à l’école militaire de Königstein. Il devint membre de la loge maçonnique Zu den drei Schwertern und Asträa zur grünenden Raute de Dresde-Friedrichstadt.
Puis Schubert étudia la construction et l’architecture à l’École des arts décoratifs de Dresde (Bauschule der Akademie der bildenden Künste). Il se distingua au point qu'en 1828, âgé de seulement 20 ans, on lui proposa d'enseigner les sciences de l'ingénieur dans le tout nouvel institut de la ville, le Königlich-Technischen Bildungsanstalt, noyau de la future université technique de Dresde.

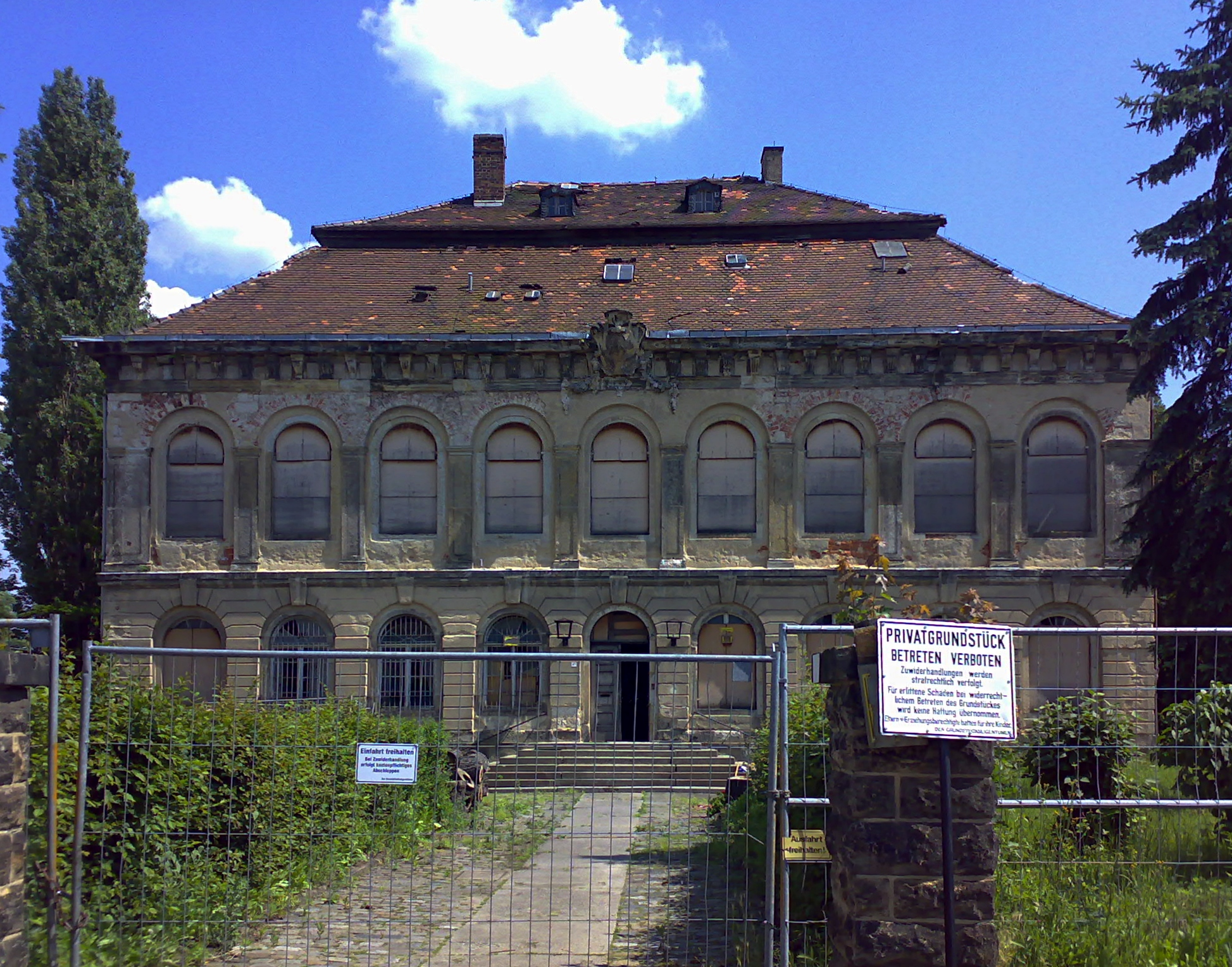
En 1836, il créa avec d’autres actionnaires les Ateliers ferroviaires d’Übigau, d'où sortirent les premiers véhicules à vapeur entièrement conçus et construits en Allemagne.

Le 28 avril 1832, Schubert obtint le titre de professeur. Il enseignait les mathématiques et les sciences de l'ingénieur non seulement à la Technische Bildungsanstalt, mais aussi à la Bauschule de l’École des Arts Décoratifs de Dresde. En 1836, il créa une société par actions, les Ateliers ferroviaires d’Übigau (de), dont il prit la direction technique tout en en présidant le directoire. La même année, il lança avec d'autres investisseurs la Compagnie saxonne des navires à vapeur de l'Elbe (de). Dès 1837, un premier vapeur, la Königin Maria (de), fut mis en service sur la Haute-Elbe, puis ce fut le tour du Prinz Albert (de). Ces deux navires sortaient des ateliers de Schubert. Au mois d'avril 1838, Schubert se retira de la société pour se consacrer entièrement à l'enseignement universitaire.
Lors de l'inauguration de la Compagnie de chemins de fer Leipzig-Dresde (LDE), le 8 avril 1839, Schubert fit suivre le train officiel de la compagnie (tiré par des locomotives de facture britannique) de sa propre locomotive, la première conçue et fabriquée entièrement en Allemagne, la Saxonia.
La pose de la première pierre du Göltzschtalbrücke eut lieu le 31 mai 1846. Ce pont à voûtes multiples, chef-d'œuvre de Schubert, est l’un des premiers viaducs d'Allemagne entièrement conçus à partir de calculs de statique. Comportant plus de 26 millions de briques, ce pont de la vallée de la Göltzsch est le plus grand viaduc en briques au monde, avec une hauteur de 78 m et une portée de 574 m franchie en 81 arches. Depuis son ouverture au trafic ferroviaire le 15 juillet 1851, cet ouvrage d'art est toujours en service, même si quelques mesures de renforcement marginales ont dû être prises pour répondre aux exigences des trains actuels.
J. A. Schubert prit sa retraite de l'université en 1868, et mourut à Dresde le 6 octobre 1870. Sa sépulture se trouve dans le cimetière intérieur Saint-Mathieu (de), le cimetière protestant de l’église Saint-Mathieu, dans la Friedrichstrasse.

## Récompenses
- En hommage au fondateur de l'université technique de Dresde, un bâtiment du faubourg sud de Dresde porte son nom.
- Pour le jubilé des 200 ans de sa naissance, la TU Dresden a organisé en 2008 un colloque et une exposition[4].
- Déjà en 1985, comme par la suite en 2008, les postes fédérales allemandes ont émis un timbre à son effigie.
- Il y a une plaque commémorative sur la façade de sa maison natale de Wernesgrün[5].